# محمدباقر شریعتی
محمدباقر شریعتی نمایندهٔ دورهٔ نهم مجلس شورای اسلامی و عضو کمیسیون کشاورزی، آب و منابع طبیعی مجلس شورای اسلامی از حوزهٔ انتخابیهٔ شهرستان بهبهان و شهرستان آغاجاری در استان خوزستان است.

## حاشیه
در جریان رأی‌گیری دربارهٔ برجام در مجلس نهم؛ عکسی با مضمون حمایت از برجام، از نماینده در فضای مجازی پخش شد که حاشیه‌هایی را به همراه داشت.